# Donoessus
Donoessus (Simon, 1902) è un genere di ragni appartenente alla famiglia Salticidae.

## Distribuzione
Le due specie oggi note di questo genere sono state reperite in Indonesia: una nell'isola di Sumatra e l'altra nel Borneo.

## Tassonomia
A dicembre 2010, si compone di due specie:
- Donoessus nigriceps (Simon, 1899)[2] — Sumatra
- Donoessus striatus Simon, 1902 — Borneo